# Ernest Gimson

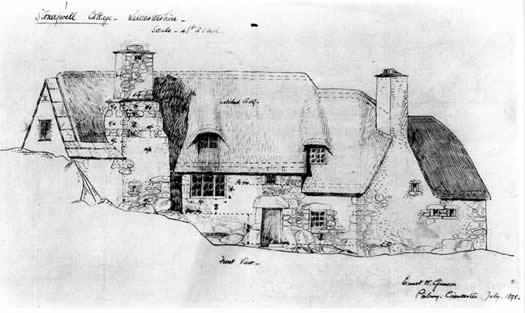
Bozza illustrata di Stoneywell, realizzata a luglio 1898.

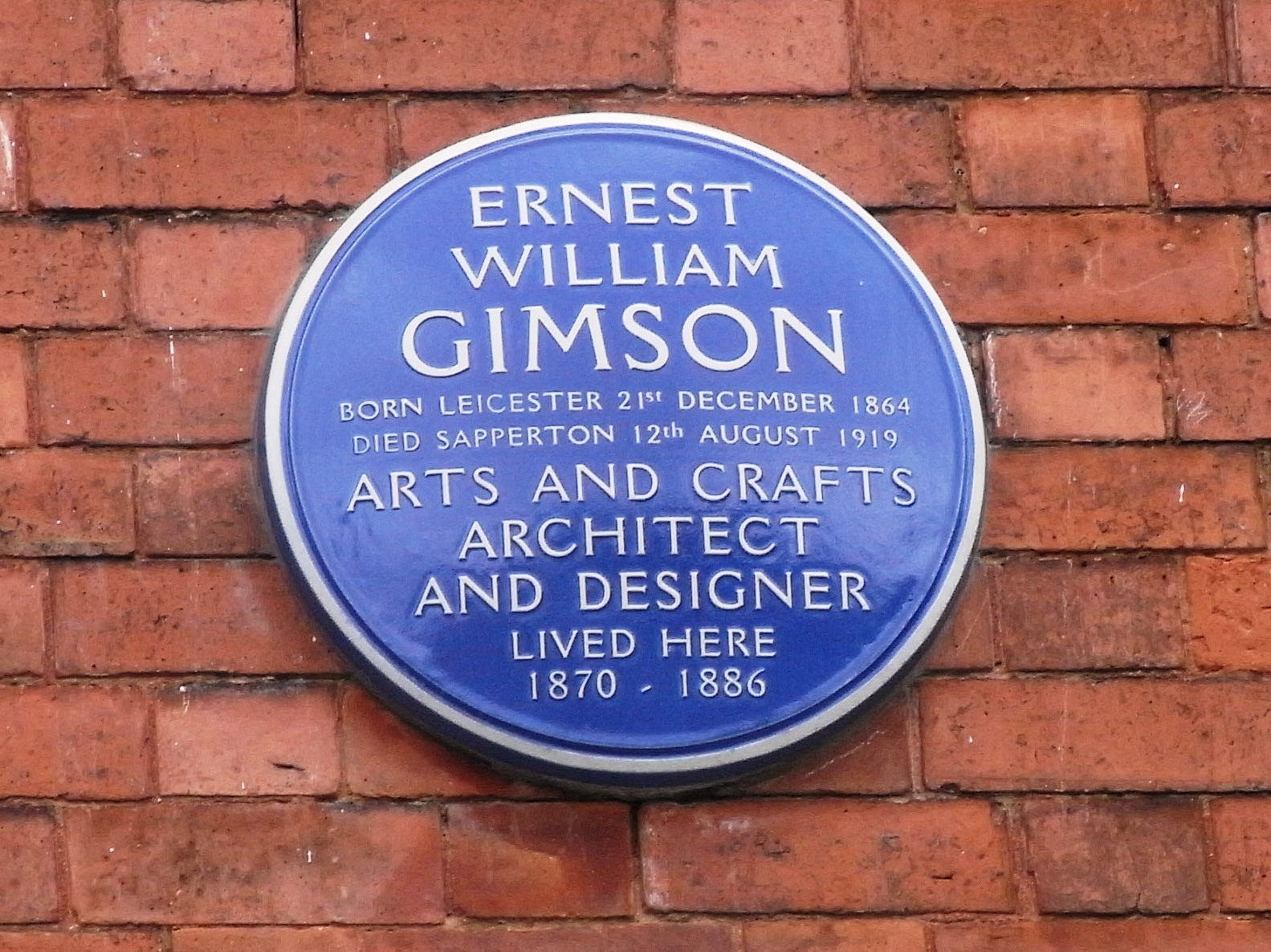
Targa blu che commemorà Ernest Gimson, esposta al Belmont Hotel, De Montfort Street/New Walk (Leicester).

Ernest William Gimson (/ˈdʒɪmsən/; Leicester, 21 dicembre 1864 – Sapperton, 12 agosto 1919) fu un architetto e artigiano britannico, cosiccome progettista di mobili e arredi. Gimson venne definito da Nikolaus Pevsner come «il più grande degli architetti-designer inglesi» («the greatest of the English architect-designers»). Ancor'oggi la sua reputazione è saldamente legata alla sua influente opera che ebbe come esponente del movimento delle Arts and Crafts tra la fine del XIX e l'inizio del XX secolo.

## Biografia
Inizio carriera

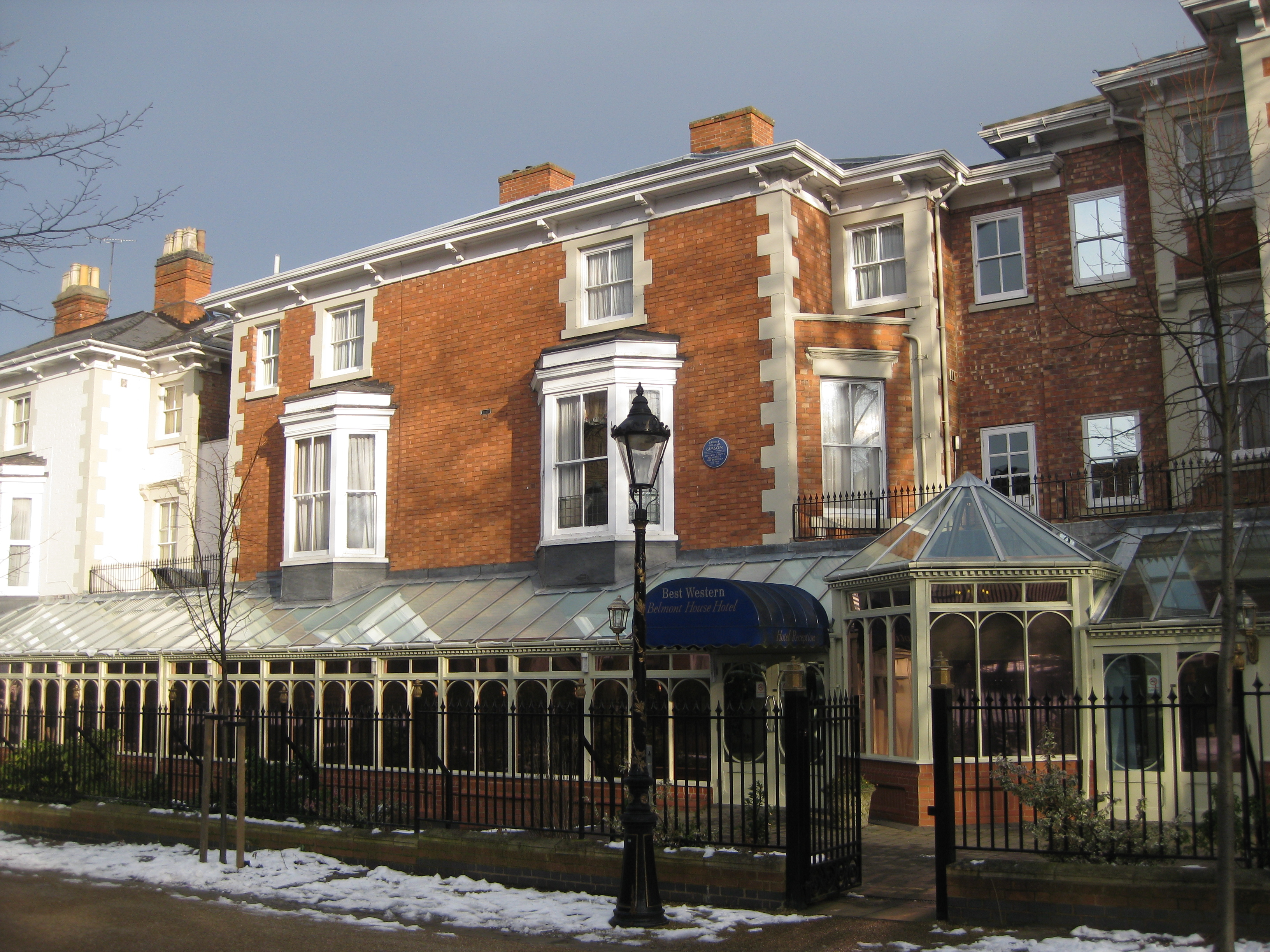
La casa d'infanzia di Gimson, al civico 118 di New Walk (Leicester).

Nacque a Leicester, nelle East Midlands, figlio di Josiah Gimson, ingegnere e fonditore di ferro, fondatore della Gimson and Company, proprietaria della Vulcan Works. Ernest fu assegnato (articled clerk) all'architetto concittadino, Isaac Barradale, e lavorò nei suoi uffici nel complesso di Grey Friars, dal 1881 al 1885. All'età di 19 anni, frequentò una conferenza su "Arte e socialismo" alla Leicester Secular Society tenuta dal revivalista e fondatore delle Arts and Crafts, William Morris, e, fortemente ispirato da costui, conversarono fino alle due del mattino, dop'oltre la conferenza.
Due anni dopo, all'età di 21 anni, Gimson ebbe sia la sue prime esperienze attive nel campo dell'architettura, sia eccellenti risultati mentre frequentava le lezioni della Leicester School of Art (oggi la De Montfort University). Dopodiché si trasferì a Londra per ampliare i cuoi orizzonti culturali e professionali, e qui William Morris scrisse per lui lettere di raccomandazione. Il primo studio di architettura a cui si rivolse fu quello di John Dando Sedding, dove venne assunto e rimase per due anni. Da Sedding, Gimson sviluppò il suo interesse per le tecniche artigianali, l'enfasi su trame e superfici decorate, i dettagli naturalistici di fiori, foglie e animali, sempre tratti dall'esistenza biologica, lo stretto coinvolgimento dell'architetto nei semplici processi di costruzione, e nella supervisione di un squadra di maestranze impiegate direttamente per ogni singola fase del progetto. Gli uffici di Seddings si trovavano nei pressi dei saloni espositivi della Morris & Company, così ebbe l'opportunità di assistere al primo fiorire dei modelli delle Arts and Crafts. Nello studio di Sedding conobbe dapprima Ernest Barnsley, e in seguito su fratello Sidney, amicizie che consolidò e frequentò per il resto dei suoi giorni.
Dopo un breve periodo di viaggi attraverso la Gran Bretagna e l'Europa, Gimson si ristabilì nuovamente a Londra e nel 1889 si unì alla Society for the Protection of Ancient Buildings di Morris. Nel 1890, fu uno dei membri fondatori dell'azienda di mobili di breve durata, Kenton and Co., assieme a Sidney Barnsley, Alfred Hoare Powell, William Richard Lethaby, Mervyn Macartney, Col Mallet e Reginald Blomfield. In questo contesto tutti nel gruppo si resero progettisti a tutto tondo piuttosto che lavorare come semplici artigiani, ed esplorarono modi creativi per articolare i mestieri tradizionali («the common facts of traditional building»; lett. "i fatti comuni dell’edilizia tradizionale"), seguendo le teorie di Philip Webb («their particular prophet»; lett. "il loro particolare profeta") su come far procedere l'artigiano storico verso un moderato sviluppo industriale in serie. Gimson, attraverso l'Art Workers' Guild, si interessò anche ad un approccio più pratico ai mestieri tradizionali, e nel 1890 trascorse qualche tempo con Philip Clissett a Bosbury, nell'Herefordshire, imparando a realizzare sedie con schienale a pioli. Iniziò inoltre a sperimentare il gesso per alcuni suoi altri lavori.
Sapperton (Gloucestershire)
Nel 1893, Gimson e i fratelli Barnsley si trasferirono nella regione rurale dei Cotswolds, nel Gloucestershire «to live near to nature» ("per vivere vicino alla natura"). Ben presto si stabilirono a Pinbury Park, vicino a Sapperton, nella tenuta di Cirencester, sotto il patronato della famiglia Bathurst. Nel 1900 fondò un piccolo studio di mobili a Cirencester, all'interno dei più ampi laboratori della Daneway House, un maniero minuto a Sapperton (di origine medievale), dove rimase fino alla sua morte nel 1919. Si sforzò di rinvigorire la comunità del villaggio e, incoraggiato dal suo successo, pianificò un villaggio artigianale utopico. Si concentrò sulla progettazione di mobili, realizzati da artigiani, sotto la guida del suo capo ebanista, Peter van der Waals, che ingaggiò nel 1901.

## Opere

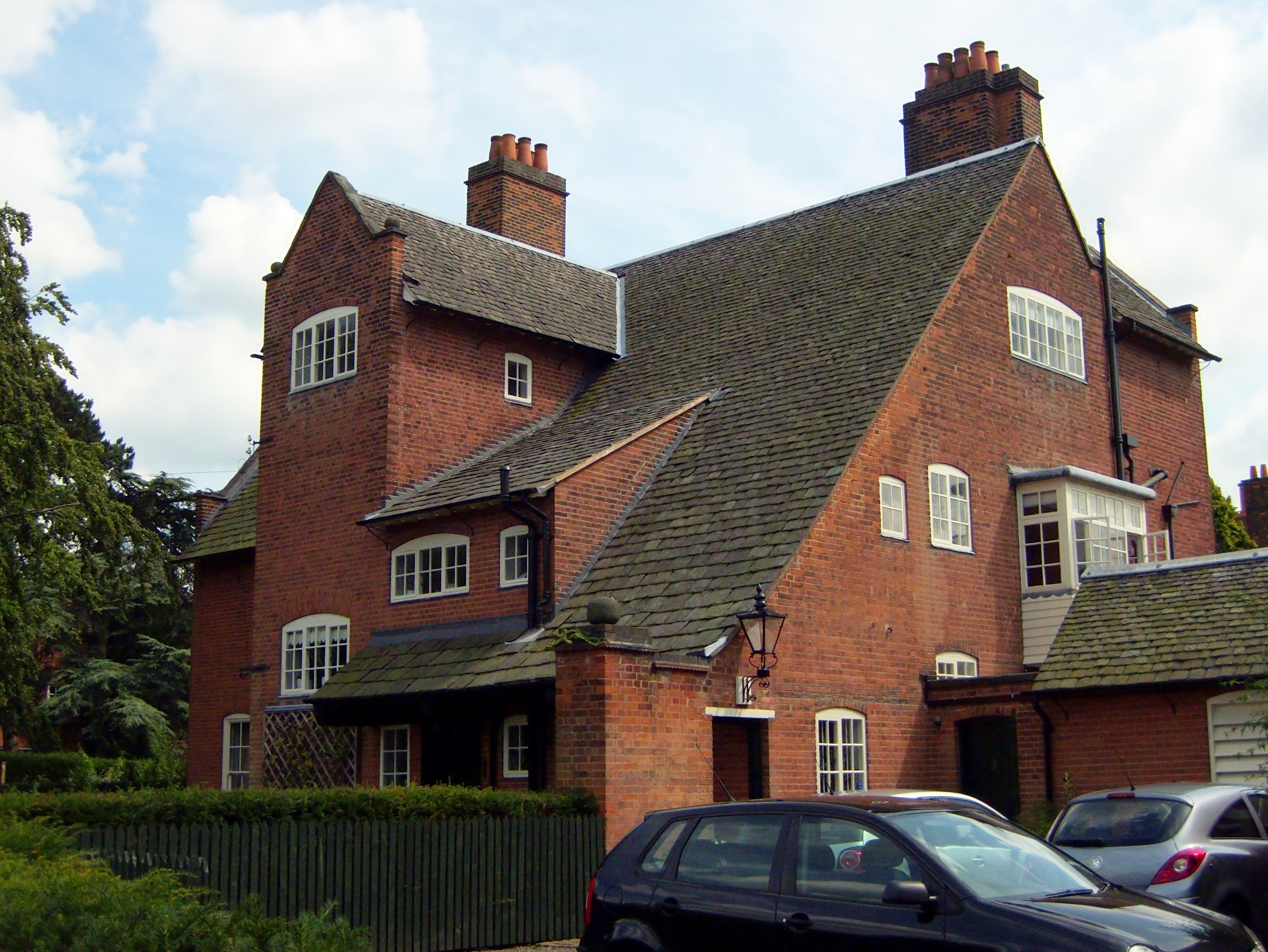
Inglewood (1892), alla Ratcliffe Road, di Leicester.

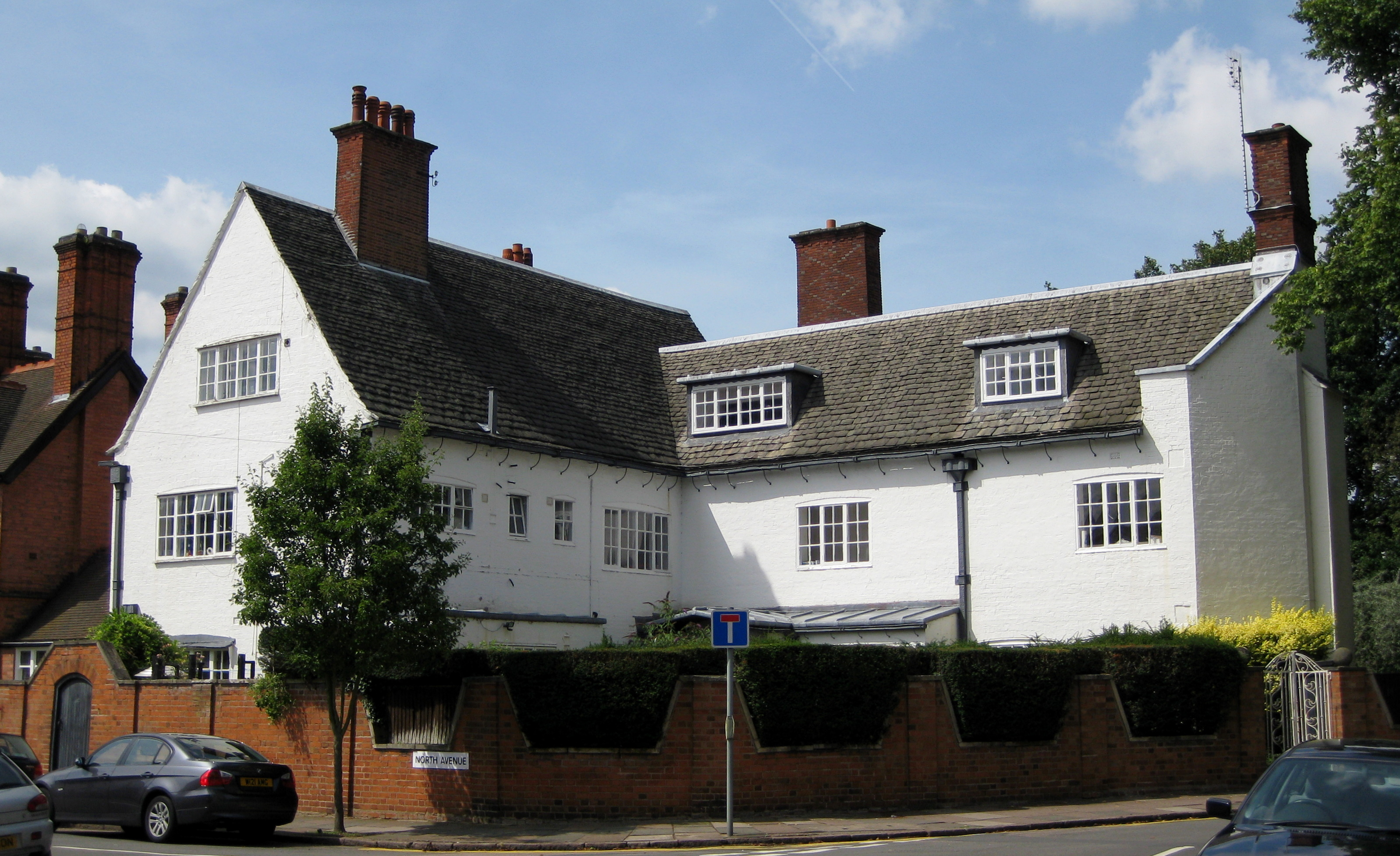
La White House (1898), in North Avenue, a Leicester.

Gimson progettò molti edifici nel Regno Unito, i due più notevoli furono la sua prima commissione per una nuova casa, la Inglewood, situata nella città natale, e il complesso di ville da campagna del National Trust del Leicestershire, chiamato Stoneywell. Entrambi sono oggi elencati di Grado II, in riconoscimento della loro importanza storico-monumentale. Le sue commissioni architettoniche includono:
Inglewood (1892)
Nell'ottobre 1892 Gimson acquistò il terreno nel prospero sobborgo di Stoneygate (a Leicester), per una nuova casa che chiamò Inglewood. Il suo primo pezzo appositamente costruito, era inteso come espressione e manifesto del suo nuovo approccio all'architettura. Una casa con quattro camere da letto e due sale di ricevimento, venne descritta all'epoca come una delle migliori espressioni dei progetti residenziali delle Arts and Craft. L'interno è decorato con i suoi intonaci e carte da parati Morris & Company.
La Casa Bianca (The White House, 1898)
Situata a circa un miglio di distanza verso nord dalla Inglewood, questa nuova casa fu progettata da Gimson per il suo fratellastro Arthur circa sei anni dopo aver completato l'altra proprietà. Fu dichiarata "edificio di interesse storico-culturale" di Grado II nel 1975.
Lea, Stoneywell e Rockyfield Cottages
Villeggiature ad Ulverscroft, nella foresta di Charnwood (Leicestershire) (con Detmar Blow nel 1897-9; Rockyfield nel 1909), tutte progettate come ritiri estivi per i suoi fratelli. Nel febbraio 2013 la National Trust ha acquisito la Stoneywell; dal febbraio 2015 è aperta al pubblico.
La Leasowes (1903)
Il suo cottage a Sapperton del 1903 (a causa del tetto di paglia subì un incendio e non venne ricostruito).
Restauri di Pinbury Park e della Waterlane House (1908)
Gli ampliamenti e le modifiche occorse per Pinbury Park (per quest'ulima solamente negli intonaci) e la Waterlane House, entrambe nel Gloucestershire.
Municipio e casupole a Kelmscott
Area con case e municipio per il villaggio di Kelmscott, nell'Oxfordshire, successivamente completato da Norman Jewson nel 1933.
Coxen
La Coxen a Budleigh Salterton, nel Devon, costruita in mattonelle cob; il lavoro fu terminato uno o due anni prima della Grande guerra; questa è la descrizione che ne dà lo stesso Gimson nell'atto di costruirla: «Il cob è prodotto con la sabbia compatta trovata sul sito; questa è mescolata con acqua e una grande quantità di lunga paglia di grano calpestata all'interno. I muri furono costruiti tre piedi di spessore, ridotti a due piedi e sei pollici, e furono posti su un piedistallo a diciotto pollici sopra il piano terra, e costruiti con ciottoli trovati tra la sabbia. Le pareti furono ricoperte di intonaco e rivestimento di intonaco grezzo, che è stato spatolato delicatamente per levigare leggermente la superficie, credo che otto uomini fossero impegnati nella realizzazione della muratura, alcuni preparando il materiale e altri calpestando la parte superiore delle pareti per raggiungere la piastra del muro; il costo era di sei scellini-cubi, escluso l'intonaco. I travetti poggiavano su piastre e sopra di essi le pareti erano ridotte a due piedi e due pollici di spessore per lasciare le estremità. Dei travetti liberi, anche le travi poggiavano su larghe piastre e le estremità erano arrotondate con pietra, lasciando spazio per la ventilazione. Su tutte le aperture sono stati utilizzati architravi in piastrelle o ardesia. Il costo dell'intera casa fu di sei pence e mezzo, per un piede-cubo. Si impara presto a costruire con la paglia cob: degli otto uomini, solo uno aveva avuto una qualche esperienza precedente con questo materiale e, credo, che non costruisse con esso da più trent'anni. Questa è l'unica casa che ho costruito utilizzando il cob».
Chiesa di Santa Maria, a Whaplode
Vetrata per la chiesa di Santa Maria, nella parrocchia civile di Whaplode (nel Lincolnshire).
Scuola Bedales
Il suo ultimo grande progetto fu la Memorial Library (1918-1919) costruita accanto alla Lupton Hall del 1911 (anche questa un progetto di Gimson) alla Bedales School, vicino a Petersfield, nell'Hampshire, dove suo fratello svolgeva il ruolo di insegnante. Venne costruita su richiesta di Geoffrey Lupton, e sotto la supervisione di Sidney Barnsley e completata nel 1921.
Concorsi
Nel 1884 Gimson partecipò al Concorso Nazionale per studenti d'arte (National Competition for Art Students). Il suo progetto per una casa suburbana fu premiato con una medaglia d'argento e descritto sul British Architect come: «very promising for the future of a designer who is only 18 years of age» ("molto promettente per il futuro di un designer che ha soli 18 anni"). Il suo Design for the Federal Capital of Australia (1908), progetto originale per la pianificazione urbanistica della nuova città  di Canberra, che presentò al concorso indetto dalla neocostituita Federazione per la capitale di fondazione da situare fra Sydney e Melbourne. Presentò anche un progetto con nuovi uffici per l'Autorità portuale londinese (Port of London Authority).
Postumo
Il laboratorio di Sapperton fu chiuso dopo la sua scomparsa, ma molti artigiani dipendenti di Gimson si aggregarono a Peter van der Waals, nella sua nuova sede a Chalford.
Lo stile architettonico è stato descritto come "solido e duraturo come le piramidi... ma grazioso e familiare" («solid and lasting as the pyramids… yet gracious and homelike») (H. Wilson, 1899). Lethaby lo descrisse come un individualista idealista: "Il lavoro non le parole, le cose non i progetti, la vita non le ricompense erano i suoi obiettivi" («Work not words, things not designs, life not rewards were his aims»). Norman Jewson fu il suo allievo più importante, che trasmise i principi della progettazione di Gimson alla generazione successiva, e ne descrisse le pratiche di studio nel libro di memorie By Chance I did Rove (1951).
Oggi i suoi mobili e tutta la sua opera, sono considerati un risultato rappresentativo della sua epoca, e son presenti in diversi musei di arti decorative in Gran Bretagna e negli Stati Uniti. Collezioni specializzate del suo lavoro sono presenti in Inghilterra, come nel Leicester Museum & Art Gallery, e anche nel Gloucestershire, presso la Cheltenham Art Gallery and Museum, alla Rodmarton Manor e l'Owlpen Manor.